# Медаль Руденко
Медаль Руденко — памятная ведомственная награда генеральной прокуратуры Российской Федерации, учреждённая в 2015 году в честь Романа Руденко, обвинителя от СССР на Нюрнбергском процессе.

## Положение
Учреждена приказом генерального прокурора Российской Федерации Ю. Я. Чайки от 5 марта 2015 года «в связи с 70-летним юбилеем Международного Военного Трибунала в Нюрнберге, в целях увековечивания памяти главного государственного обвинителя от СССР на Нюрнбергском судебном процессе над главными нацистскими военными преступниками Руденко Р. А., а также поощрения работников органов и организаций прокуратуры Российской Федерации». Награждаются по приказу генпрокурора РФ «прокурорские работники, относящиеся к руководящему составу органов и организаций прокуратуры, прослужившие в системе прокуратуры Российской Федерации и СССР не менее 20 лет, за продолжительную и безупречную службу в органах и организациях прокуратуры, примерное исполнение служебных обязанностей, внесшие значительный практический вклад в развитие системы прокуратуры, являющиеся образцом профессионализма, порядочности и гражданской зрелости», а помимо этого «другие прокурорские работники и пенсионеры органов и организаций прокуратуры Российской Федерации (соответствующие вышеуказанным критериям), как правило, за значительный конкретный вклад и достигнутые успехи при поддержании государственного обвинения в суде, выполнение заданий особой важности и сложности при осуществлении иной деятельности, связанной с защитой прав и свобод граждан, интересов государства и общества, а в виде исключения - иные граждане, внесшие значительный вклад в укрепление законности и развитие системы прокуратуры Российской Федерации». Носится между медалями «Ветеран прокуратуры» и «290 лет прокуратуре России».

## Описание
Медаль из латуни в форме круга диаметром 32 мм с выпуклым бортиком с обеих сторон. На аверсе — барельефное погрудное изображение Руденко во время выступления на Нюрнбергском процессе (на основе фотографии) в обрамлении золотистой лавровой ветви с правой стороны медали. Вверху по окружности в одну строку — выпуклая надпись «РУДЕНКО РОМАН АНДРЕЕВИЧ», внизу так же — «70 ЛЕТ МЕЖДУНАРОДНОМУ ВОЕННОМУ ТРИБУНАЛУ В НЮРНБЕРГЕ». На реверсе — рельефное изображение эмблемы прокуратуры РФ. В нижней части по полуокружности надпись — «ПРОКУРАТУРА РОССИЙСКОЙ ФЕДЕРАЦИИ». Медаль при помощи ушка и кольца золотистого цвета соединена с пятиугольной колодкой, обтянутой муаровой лентой шириной 24 мм синего цвета с двумя узкими полосками шириной 2 мм зелёного цвета по краям и одной чёрной шириной 2 мм посередине, а также двумя красными полосками шириной 2 мм слева и справа от чёрной полоски. К медали прилагается футляр с флоковым ложементом тёмно-синего цвета, удостоверение, а также отрез ленты для наградной планки.

## Споры
В 2020 году бывший следователь по особо важным делам генпрокуратуры Игорь Степанов обратился в генпрокуратуру с требованием об упразднении медали на основании фактов участия Руденко в репрессиях в качестве прокурора Донецкой области Украинской ССР и члена тройки в 1937—1938 годах. В ответе генпрокуратуры значилось, что медаль учреждена «в целях увековечивания памяти главного государственного обвинителя от СССР на судебном процессе над главными нацистскими военными преступниками», а «оснований для отмены приказа не имеется». Затем Степанов обратился в следственный комитет Российской Федерации с требованием возбудить уголовное дело в отношении Руденко. Ввиду невозможности заведения уголовного дела «в связи со смертью подозреваемого», генпрокуратура перед отказом в возбуждении обязана дать правовую оценку его действиям, что позволило бы Степанову заручиться основанием для упразднения медали. Однако, руководитель следственного отдела Тверского района Москвы отказался регистрировать заявление ввиду отсутствия «конкретных данных о признаках преступления», после чего Степанов обжаловал это решение у районного прокурора, но и там получил отказ. Затем Степанов направил жалобу в Тверской районный суд, но она не была принята со ссылкой на отсутствие указаний истцом конкретных норм уголовно-процессуального кодекса РФ, нарушенных сотрудниками следственного комитета и генпрокуратуры. Степанов подал апелляцию на это решение, которая 29 января 2020 года была рассмотрена в Московском городском суде, постановшим оставить прошение без удовлетворения, а постановление Тверского райсуда без изменений. Требования Степанова были поддержаны рядом правозащитников, историков и общественных деятелей. По данным исследователей архивов, Руденко не только приговаривал к смертной казни, но и лично участвовал в расстрелах.

## Награждённые
По данным из открытых источников, медалью награждено 39 человек, прокуроров и пенсионеров прокуратуры.